# ADHM-Konstruktion
Die Atiyah-Drinfeld-Hitchin-Manin-Konstruktion (kurz ADHM-Konstruktion) ist im mathematischen Teilgebiet der Differentialgeometrie und insbesondere der Yang-Mills-Theorie ein Verfahren zur Konstruktion von antiselbstdualen Instantonen, den Lösungen der antiselbstdualen Yang-Mills-Gleichungen (kurz ASDYM-Gleichungen), auf dem euklidischen Raum {\displaystyle \mathbb {R} ^{4}} und mit der speziellen unitären Gruppe {\displaystyle \operatorname {SU} (n)} als Eichgruppe. Benannt ist die Konstruktion nach Michael Atiyah, Nigel Hitchin, Vladimir Drinfeld und Yuri Manin, welche diese im Jahr 1978 veröffentlicht haben.
Nicht zu verwechseln die die ADHM-Konstruktion mit dem in der Allgemeinen Relativitätstheorie auftretenden ADM-Formalismus. Dort stehen ADM für Richard Arnowitt, Stanley Deser und Charles Misner.